# アメリカマツノキクイムシ
アメリカマツノキクイムシ（学名：Dendroctonus ponderosae）は、メキシコからブリティッシュコロンビア州中部にかけての北アメリカ西部の森林に自生するキクイムシの一種。硬く黒い外骨格を有し、かつ体長約5ミリメートル。
日本においても外来生物として進入し、生態系の破壊の問題が深刻化している。
北米西部では、アメリカマツノキクイムシとその微生物の仲間の現在の発生により、ブリティッシュコロンビア州のコロラド州のロッキーマウンテン国立公園での現在の発生は1996年に始まり、その州の数百万エーカー/ヘクタールのポンデローザとロッジポール松の木の破壊を引き起こした。州の森林局による年次評価によると、264000エーカーの木が2013年の初めにアメリカマツノキクイムシに襲われた。2008年にすでに脆弱な樹木（ワード）のほとんどを殺すほどの影響を受けた。

## 木の蔓延
アメリカマツノキクイムシは、樹皮の下に卵を産むことによって松の木に影響を与える。マツクイムシは青変菌（英名: blue stain fungi）という真菌と共生的なパートナー関係にあり、口器にある菌嚢という特殊な器官に入れている。辺材に青変菌を導入し、樹木の流れで攻撃から身を守る。また青変菌は木の内部の水分と栄養素の輸送を妨げるため、木の幹の外面ではマツクイムシが堀った孔道に「ピッチチューブ」と呼ばれるポップコーン型の樹脂の塊が生じる。キクイムシの幼虫が木をかじることによって真菌が内樹皮の細胞にコロニーを形成する作用は、攻撃が成功してから数週間以内に宿主の木を殺すことが知られる（真菌と幼虫による摂食は木を囲み、水と栄養素の流れを遮断）。近年は干ばつにより樹木はさらに弱体化し、樹木はより脆弱になり、キクイムシの攻撃から身を守ることができなくなっている。最初に攻撃されたとき緑色を保ったままであったままであった松の木も、通常は攻撃から1年以内に針葉が赤く変色してしまう。これは木が枯死していて、マツクイムシが別の木に移動したことを意味する。攻撃後は3〜4年で葉が落ちてほとんど残らないため、木は灰色に見える。

## ライフサイクル
卵、幼虫、さなぎ、成虫の4つの段階で成長する。成虫がひなの木から出てきて、新しい宿主の木を攻撃するために飛ぶ夏の間の数日を除いて、すべてのライフステージは樹皮の下で過ごす。

## 管理手法
管理手法には「グリーンアタック」と呼ばれるものの最先端での収穫や、小規模な侵入の管理に使用できる手法がいくつかある。

## 影響を受けた木の商業利用

### 木材の品質
マツクイムシの影響を受けた樹木から採った木材は、樹木が枯れた後8〜12年間その商業的有用性を保持するが、その価値は急速に低下し、数か月以内に、内部から逃げる湿気が木材の外周から深部に大きな痕跡や亀裂を吹き込み、残りの水分はゆっくりと逃げ、木材全体に小さな亀裂を引き起こす。最新の高出力自動製材所の操作を困難にし、木材の損失と高品質の木材製品を製造するための労力を大幅に増加させる。こうしたいわゆる「貯蔵寿命」は経済的条件やスタンドサイトの状態など、多くの要因に依存している。湿った地域では特に木が大きい場合、木は根元で腐敗し、より速く倒れる傾向がみられる。マツクイムシによって運ばれ、木を枯死させる真菌は、木の周囲の辺材の青い染みを引き起こすが、木の強度には影響を与えず、人の健康にも影響はない。ただし、青い染みは製材等級基準の欠陥と見なされて商品価値が下がり、したがって商品市場価格が低下する。これらすべての要因により、青い染みがついた木材製品の生産量が大幅に制限されている。

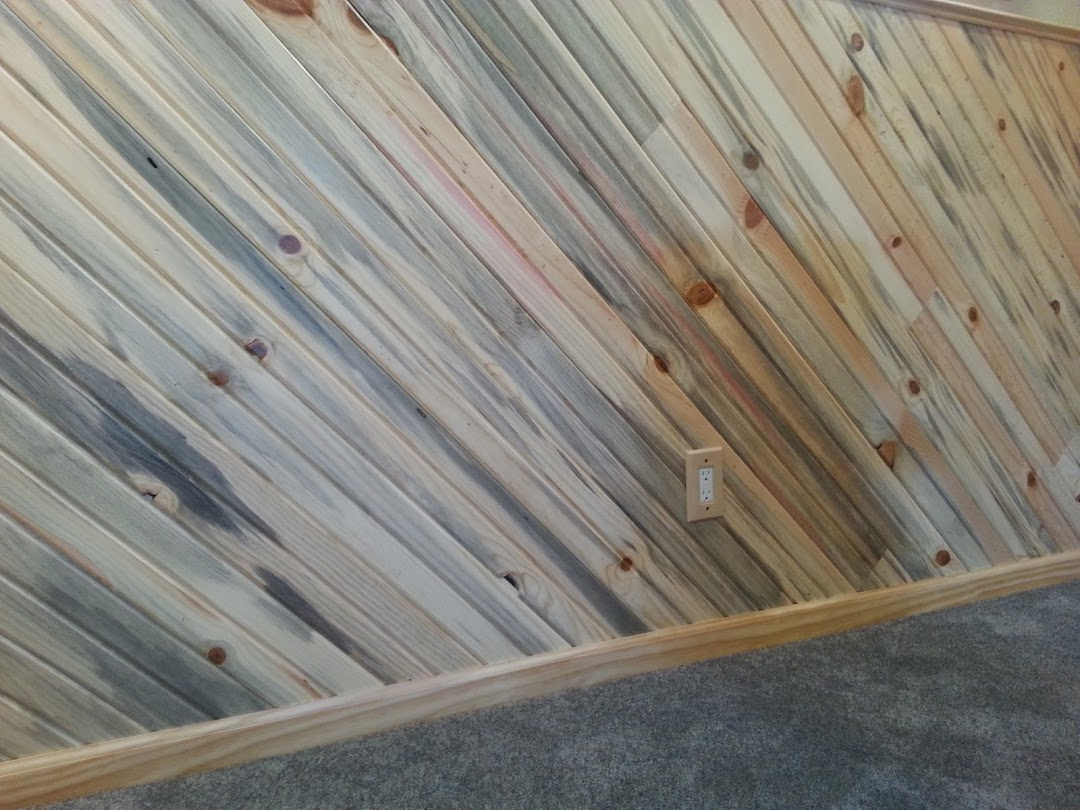

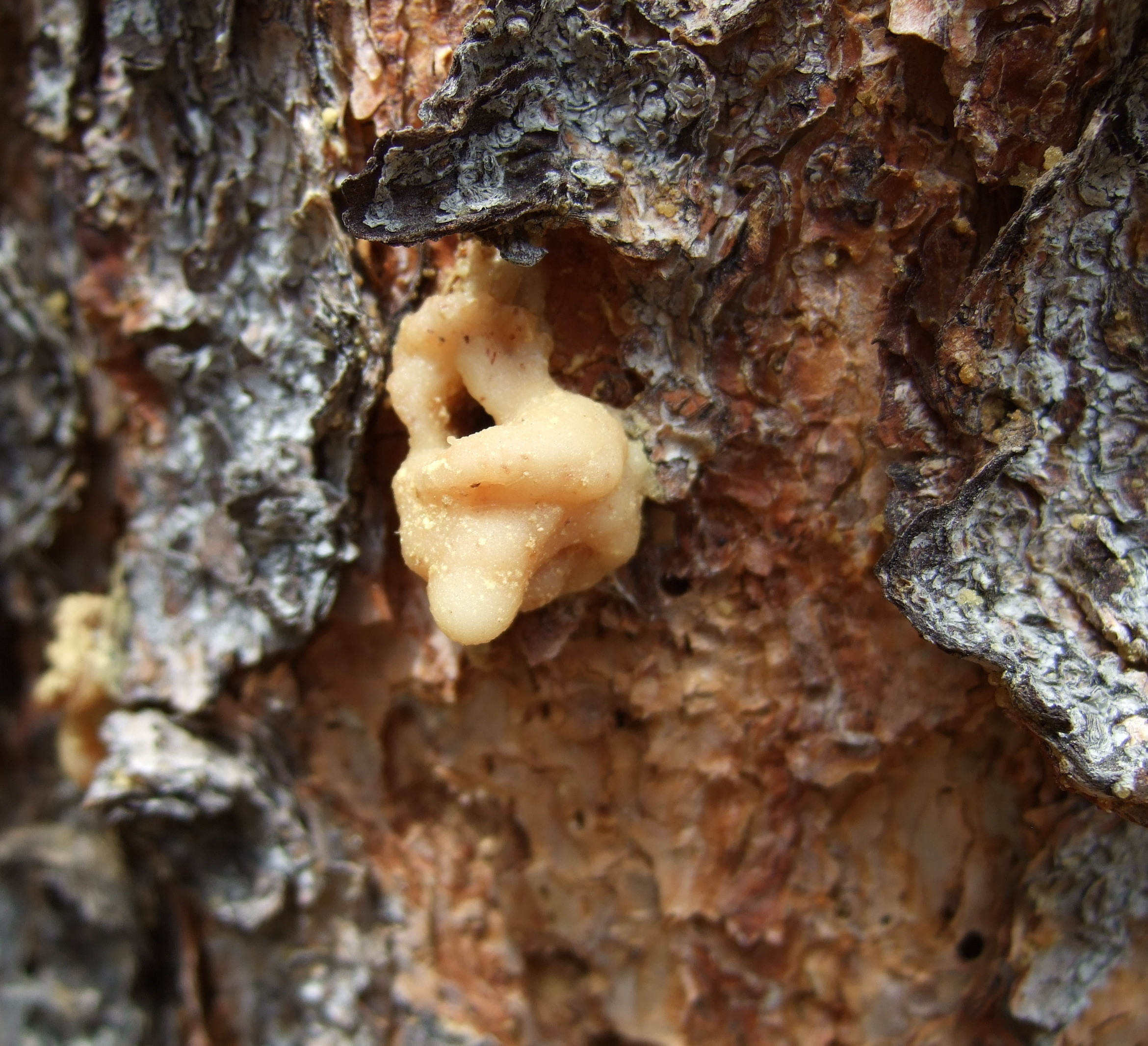
ピッチチューブ付きのコントルタマツ
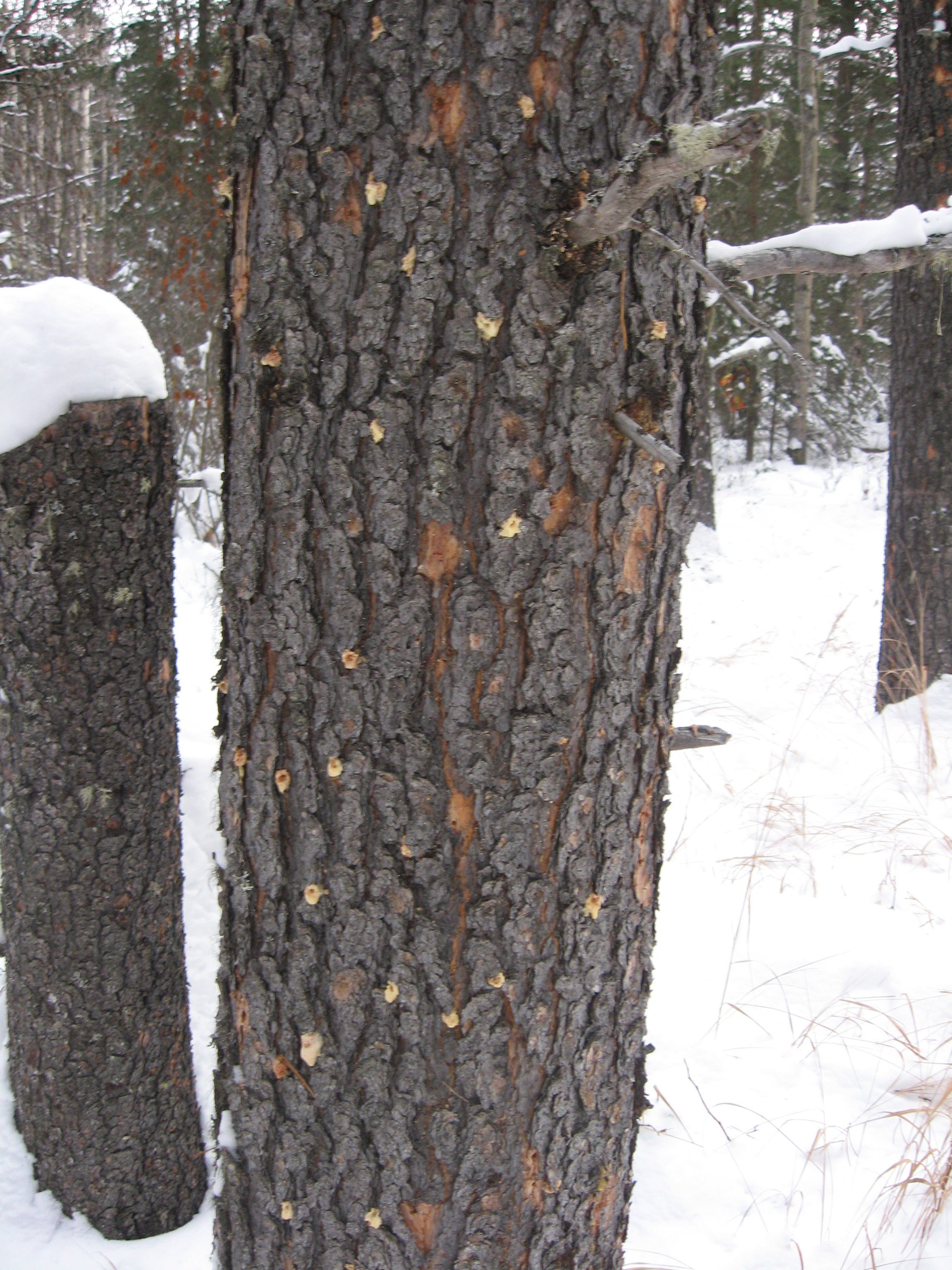
アメリカマツノキクイムシがはびこるコントルタマツの木、目に見えるピッチチューブ
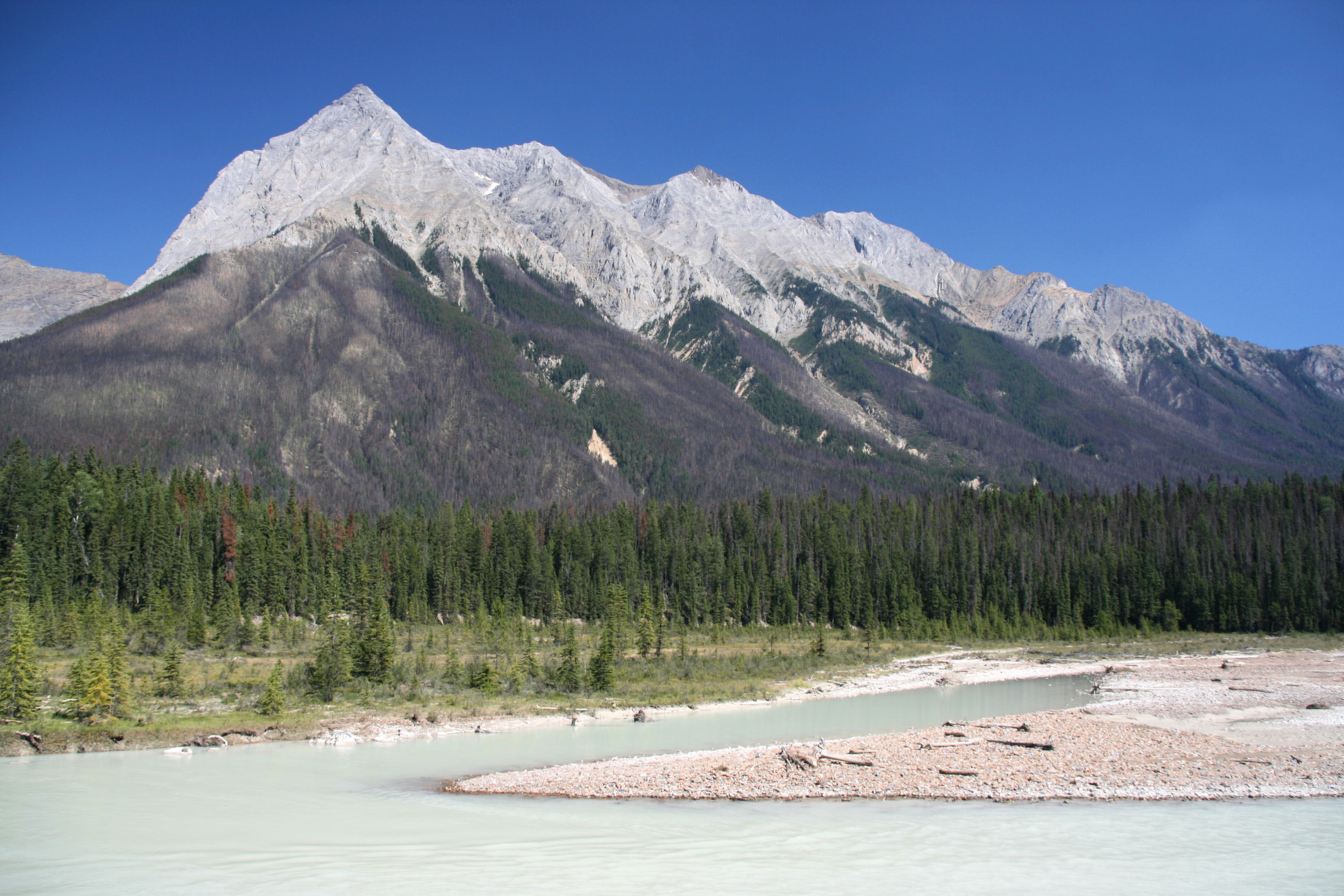
カナダ、ヨーホー国立公園のチャンセラーピークの斜面にある松林に侵入
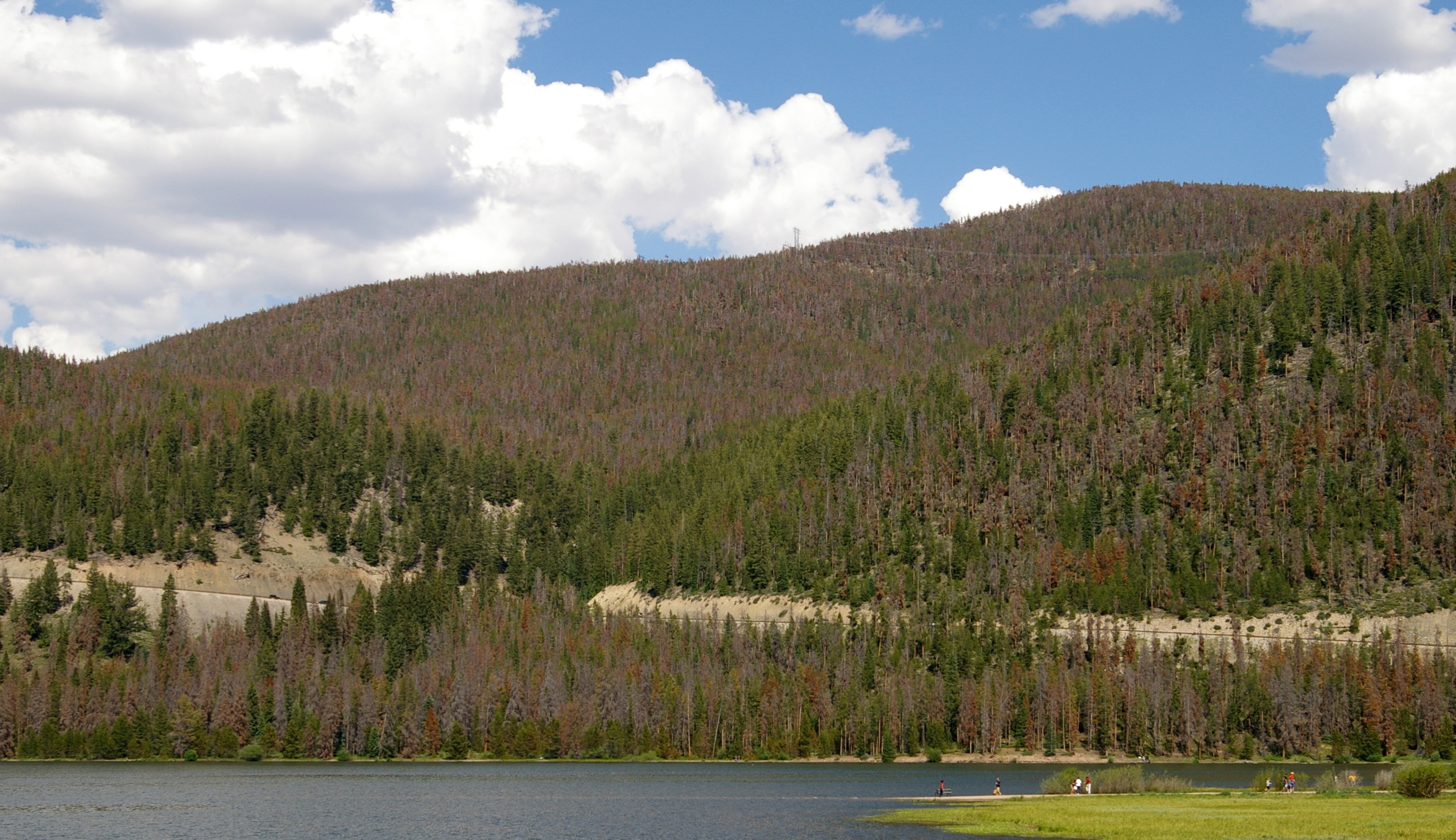
コロラド州ブリッケンリッジの北にある松林は、2008年に蔓延しています。
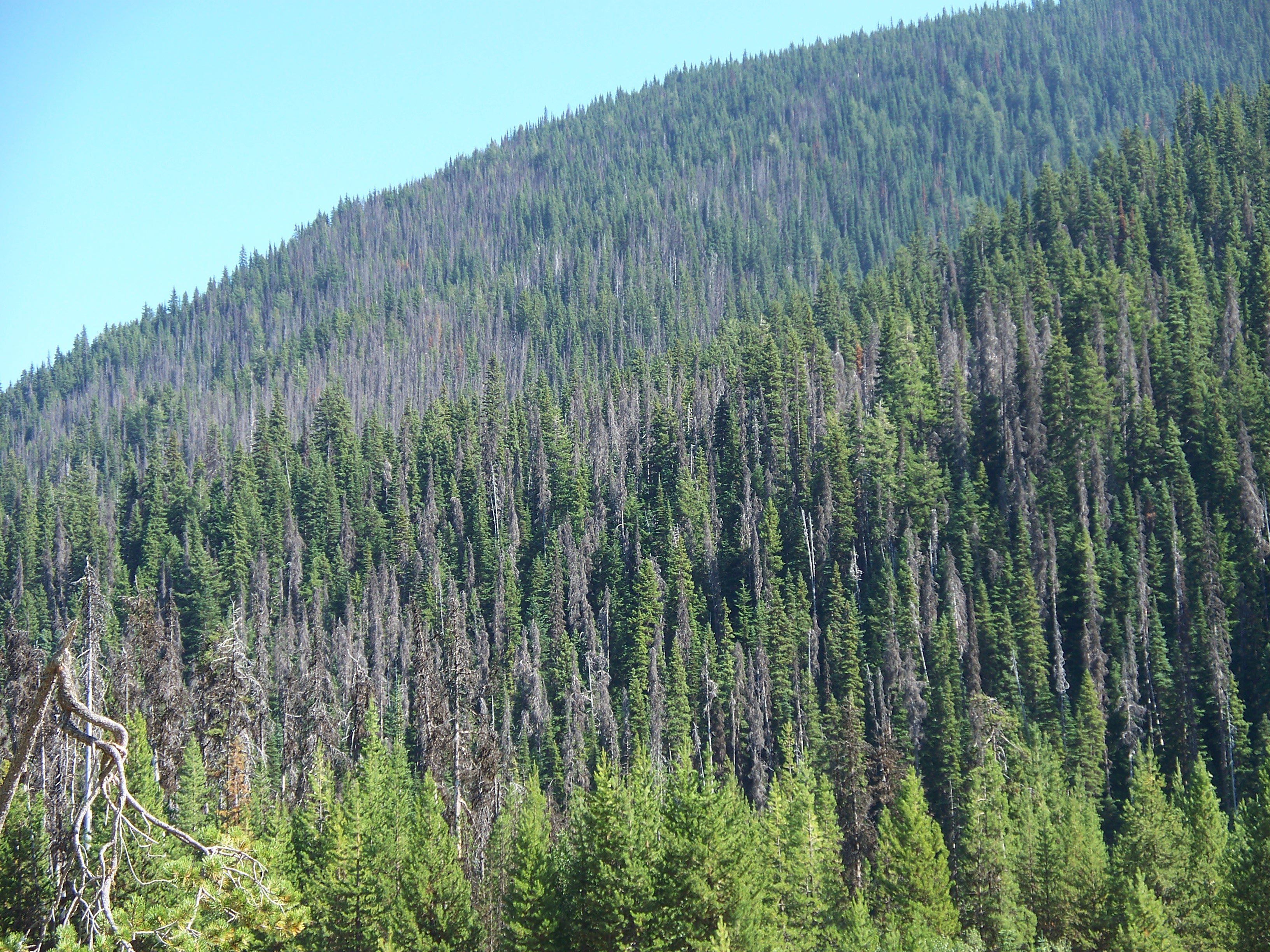
2010年8月現在、カナダのブリティッシュコロンビア州にあるECマニング州立公園でのマツカブトムシの被害
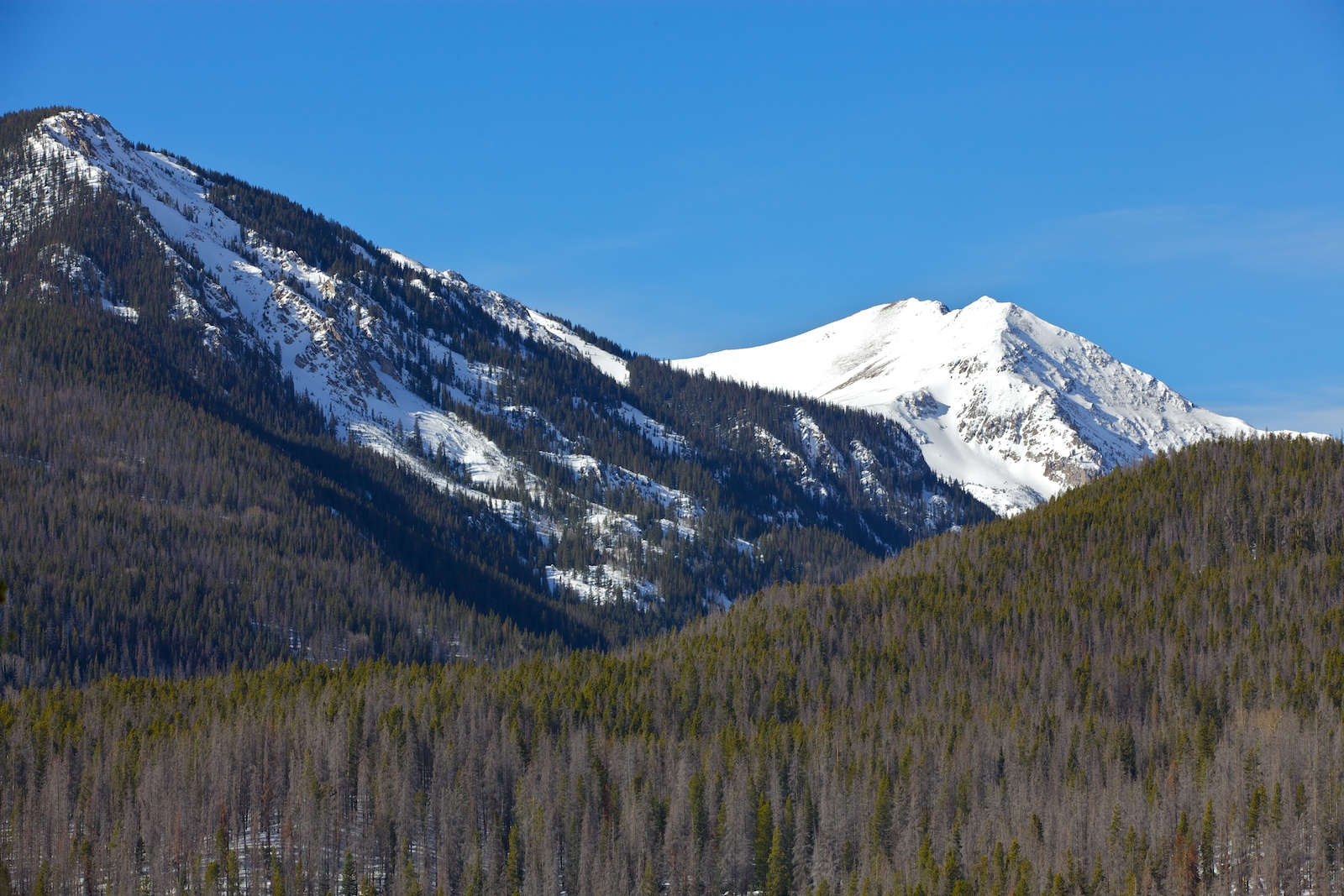
2012年1月現在のロッキーマウンテン国立公園におけるアメリカマツノキクイムシの被害
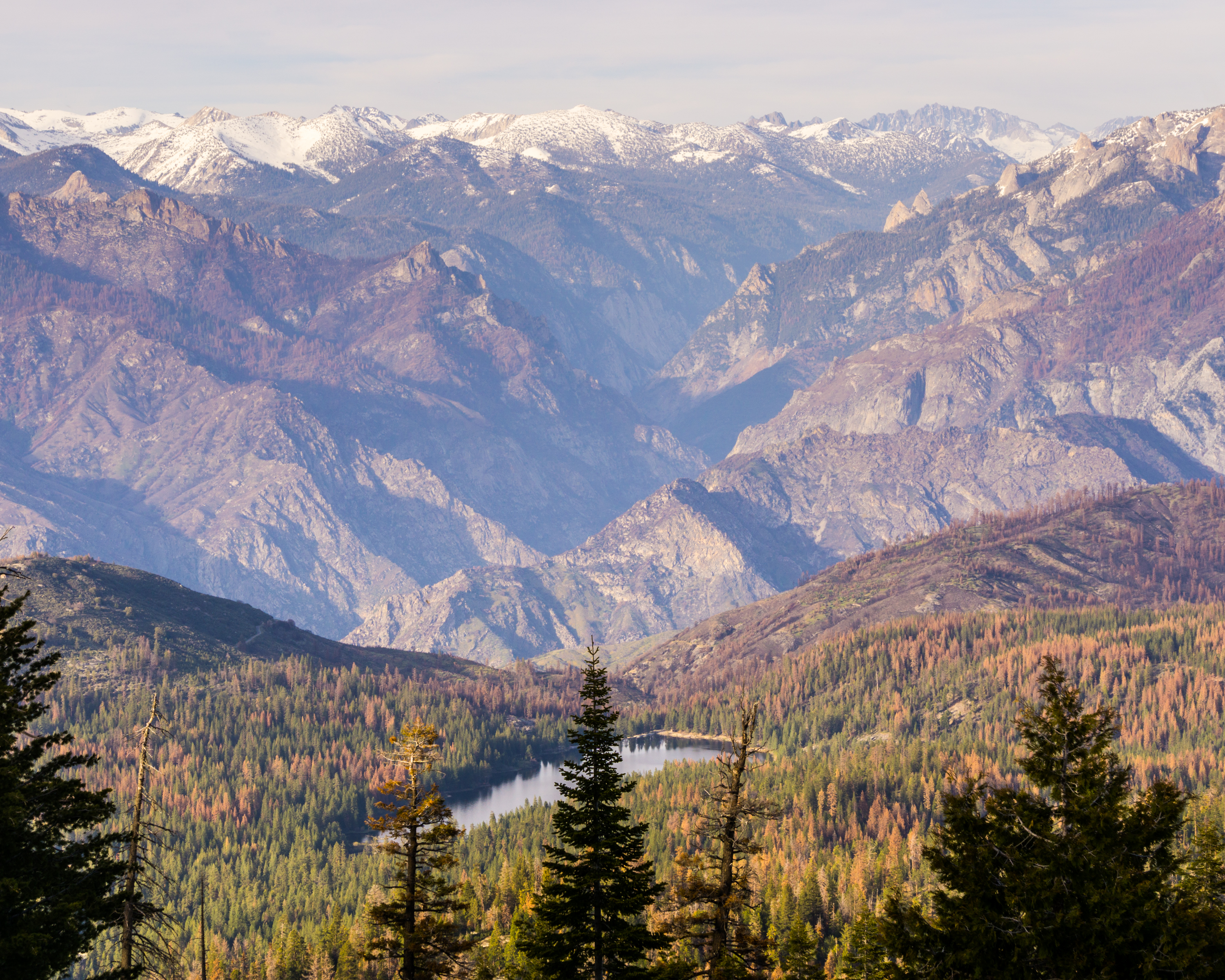
2016年4月現在のカリフォルニア州ヒューム湖でのアメリカマツノキクイムシの被害